# 布希亞郡

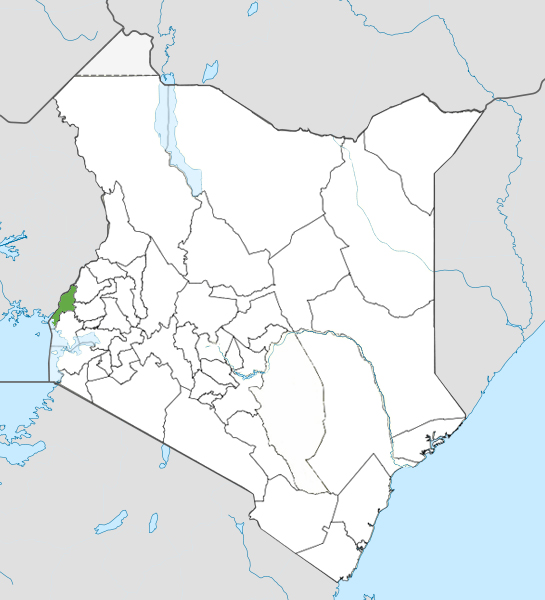

布希亞郡，是肯尼亞的一個郡，位於該國西部，由西部省負責管轄，首府設於布西亞，始建於2013年3月4日，面積1,628.4平方公里，2009年人口743,946，人口密度每平方公里456.86人。